# 4. SS-Polizei-Panzergrenadier-Division

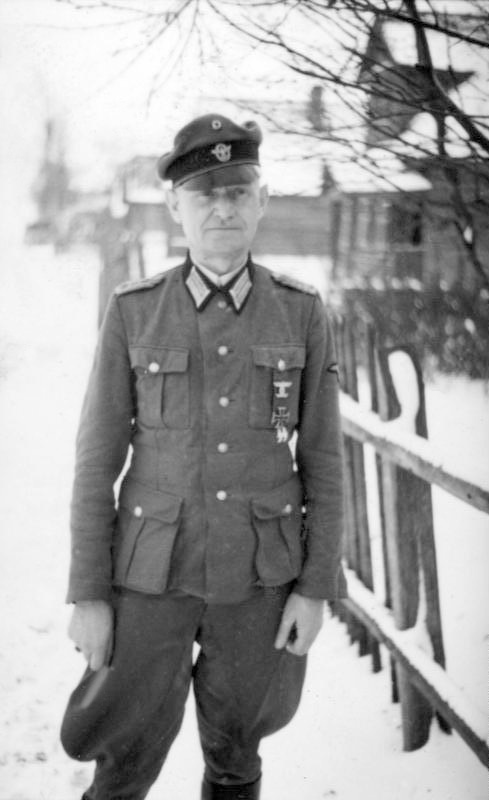
SS-Standartenführer und Oberst der Schutzpolizei Alfred Wünnenberg, som chef för 3. Polizei-Schützen-Regiment. Ryssland, november 1944.

4. SS-Polizei-Panzergrenadier-Division var en pansargrenadjärdivision i tyska Waffen-SS under andra världskriget. Personalen rekryterades från polisen och det dröjde till 1942 innan divisionen formellt blev en del av Waffen-SS. 

## Historia
| Namn                                   | datum                        |
| -------------------------------------- | ---------------------------- |
| Polizei-Division                       | oktober 1939 - januari 1942  |
| SS-Polizei-Division                    | januari 1942 - april 1943    |
| SS-Polizei-Panzergrenadier-Division    | april 1943 - 22 oktober 1943 |
| 4. SS-Polizei-Panzergrenadier-Division | 22 oktober 1943 - maj 1945   |

SS-chefen Heinrich Himmler fick 1936 makten över det tyska polisväsendet och i oktober 1939 överförde han 15 000 man från Ordnungspolizei för att bilda en militär division. Den nya polisdivisionen användes under hösten och vintern 1939 för ockupationsuppgifter i det nyligen erövrade Polen. I februari 1940 intensifierades den militära utbildningen, men jämfört med de andra militära SS-förbanden vid denna tid var polisdivisionen inte av samma kaliber. Dess soldater var äldre, mindre vältränade och mycket mindre ideologiskt inspirerade. Dessutom var divisionen utrustad med äldre och erövrade vapen. 
När slaget om Frankrike drog igång den 10 maj 1940 var divisionen placerad i reserven, där den i stort sett var inaktiv. Den 9 juni började divisionen korsa floden Aisne och Canal des Ardennes, där hamnade divisionen i strid med retirerande franska förband. Efter fälttågets slut användes divisionen för ockupationsuppgifter i Frankrike.

### Östfronten
Den 27 juni 1941 förflyttades divisionen till östfronten, där den placerades i reserven hos armégrupp Nord. Det dröjde till augusti innan divisionen sattes in i strid nära Luga, där sovjetiska trupper höll ett brohuvud. Terrängen var svår att anfalla i eftersom den bestod av våtmarker och skog. Divisionen förlorade 2 000 man i de blodiga frontalanfall de gjorde innan de slutligen bröt igenom och tyskarna lyckades nedkämpa de inringade fienderna. Därefter förflyttades divisionen till striderna runt Leningrad där den bidrog till att belägra staden. 
I januari 1943 hamnade polisdivisionen i skottlinjen för sovjetiska motanfall. De sovjetiska trupperna bröt igenom och divisionen tvingades retirera. Vid sin nya grupperingsplats tvingades de att avvärja ett antal sovjetiska anstormningar. I februari förflyttades huvuddelen av den kvarvarande divisionen västerut för att uppgraderas till en pansargrenadjärdivision. De enheter som behölls vid fronten kallades för Kampfgruppe SS-Polizei och stred på östfronten fram till maj 1944, då förbandet upplöstes. 

### Balkan och slutet
Efter omorganisationen skickades divisionen till Grekland för att ägna sig åt ockupationsuppgifter och att bekämpa partisaner. De båda pansargrenadjärsregementen skickades i juli 1943, medan resten av divisionen anlände i december. I september 1944 hade de sovjetiska styrkorna avancerat så långt att de hotade hela Armégrupp E på Balkan. Polisdivisionen skickades norrut och hamnade i strid utanför Belgrad. Divisionen pressades under strid norrut in i Slovakien. 
I januari 1945 förflyttades divisionen till Pommern där den deltog i försvarsstriderna mot den avancerade sovjetiska styrkorna. Senare förflyttades den till Danzig där divisionen sedan blev inringad. Efter intensiva strider för att försvara den omringade staden evakuerades divisionen i april samma år över havet till Swinemünde. De sårade skickades till Köpenhamn för vård och resten av divisionen stred norr om Berlin, innan de slutligen kapitulerade till amerikanska styrkor vid Wittenberge-Lenzen. 

## Chefer
Divisionschefer:
- Generalleutnant der Polizei Konrad Hitschler (1 september 1940 – 8 september 1940)
- SS-Obergruppenführer Karl Pfeffer-Wildenbruch (8 september 1940 – 10 november 1940)
- SS-Gruppenführer Arthur Mülverstedt (10 november 1940 – 8 augusti 1941)
- SS-Obergruppenführer Walter Krüger (8 augusti 1941 – 15 december 1941)
- Generaloberst der Polizei Alfred Wünnenberg (15 december 1941 – 17 april 1943)
- SS-Brigadeführer Fritz Freitag (17 april 1943 – 1 juni 1943)
- SS-Brigadeführer Fritz Schmedes (1 juni 1943 – 18 augusti 1943)
- SS-Brigadeführer Fritz Freitag (18 augusti 1943 – 20 oktober 1943)
- SS-Oberführer Friedrich-Wilhelm Bock (20 oktober 1943 – 19 april 1944)
- SS-Brigadeführer Jürgen Wagner (19 april 1944 – maj 1944)
- SS-Oberführer Friedrich-Wilhelm Bock (maj 1944 – 7 maj 1944)
- SS-Brigadeführer Hebert-Ernst Vahl (7 maj 1944 – 22 juli 1944)
- SS-Standartenführer Karl Schümers (22 juli 1944 – 16 augusti 1944)
- SS-Oberführer Helmuth Dörnder	(16 augusti 1944 – 22 augusti 1944)
- SS-Brigadeführer Fritz Schmedes (22 augusti 1944 – 27 november 1944)
- SS-Standartenführer Walter Harzer (27 november 1944 – 1 mars 1945)
- SS-Standartenführer Fritz Göhler (1 mars 1945 – mars 1945)
- SS-Standartenführer Walter Harzer (mars 1945 – 8 maj 1945)

## Numerär styrka
- Juni 1941 – 17 347 man
- December 1942 – 13 399 man
- December 1943 – 16 081 man
- Juni 1944 – 16 139 man
- December 1944 – 9 000 man